# Pseudechis
Pseudechis är ett släkte av ormar. Pseudechis ingår i familjen giftsnokar och underfamiljen havsormar.
Arterna är med en längd upp till 2 meter stora ormar. De förekommer i Australien och på Nya Guinea. Habitatet varierar mellan tropiska fuktiga skogar och öknar. Släktets medlemmar jagar bland annat groddjur, ödlor, mindre ormar och små däggdjur. Honor lägger ägg. Det giftiga bettet är mycket farligt för människor.
Arter enligt Catalogue of Life:
- Pseudechis australis
- Pseudechis butleri
- Pseudechis colletti
- Pseudechis guttatus
- Pseudechis pailsei
- Pseudechis papuanus
- Pseudechis porphyriacus

The Reptile Database listar ytterligare 2 arter:
- Pseudechis rossignolii
- Pseudechis weigeli